# Хан, Парвати
Парвати Хан (урождённая Махарадж) — популярная исполнительница, спевшая песню Jimmy Jimmy Jimmy Aaja в болливудском фильме «Танцор диско», выигравшем премию Золотой диск. Другим творческим успехом певицы стал альбом Dil Diwana Ho Gaya (1989) с песней Khula Thala Chod Aayi.
П. Хан родилась на Тринидаде. В возрасте 10 лет выиграла Тринидадский конкурс талантов. В 1979 году вышла замуж за индийского кинооператора и режиссёра Надима Хана (сына писателя Рахи Масум Раза) и эмигрировала в Индию. В браке родился сын Джатин.
После замужества надолго исчезла из поля зрения публики. чтобы в начале 2000-х выйти из тени в роли активного борца за мир. П. Хан вызвала протесты, вознеся молитвы в храме Каши Вишванатх. Она созналась в том, что совершила абхишеку в храме в Варанаси во время Махашиваратри несмотря на то, что ей запретили это делать из-за противодействия членов Воинов Шивы в 2004. Последних не устраивало то, что она носила мусульманскую фамилию.
Она также участвовала в ряде других проектов, включая служение в качестве духовного гуру в Тихарской тюрьме, считая, что она избрана посланницей мира.
В настоящее время проживает в Мумбае вместе со своим мужем и сыном.